# Municipio San Andrés de Machaca
Das Municipio San Andrés de Machaca liegt im Departamento La Paz im südamerikanischen Anden-Staat Bolivien.

## Lage im Nahraum
Das Municipio San Andrés de Machaca ist eines von sieben Municipios der Provinz Ingavi und liegt im südwestlichen Teil der Provinz. Es grenzt im Westen an die Republik Peru, im Süden an die Provinz José Manuel Pando, im Südosten an die Provinz Pacajes und im Nordosten an das Municipio Jesús de Machaca.
Das Municipio hat 71 Ortschaften (localidades), zentraler Ort des Municipios ist San Andrés de Machaca mit 268 Einwohnern im südöstlichen Teil des Municipios. Größere Ortschaften in dem Municipio sind Cuipiamaya mit 297 Einwohnern und Conchacollo mit 272 Einwohnern. (2012)

## Geographie
Das Municipio San Andrés de Machaca liegt auf einer mittleren Höhe von 3900 m südlich des Titicacasees auf dem bolivianischen Altiplano zwischen den Anden-Gebirgsketten der Cordillera Occidental im Westen und der Cordillera Central im Osten.
Die mittlere Jahrestemperatur der Region liegt bei 8 bis 9 °C, der Jahresniederschlag beträgt 500 bis 600 mm (siehe Klimadiagramm El Alto). Die Region weist ein ausgeprägtes Tageszeitenklima auf, die Monatsdurchschnittstemperaturen schwanken nur unwesentlich zwischen 7 °C im Juli und 11 °C im Dezember. Die Monatsniederschläge liegen zwischen unter 10 mm in den Monaten Juni und Juli und nahe 100 mm von Dezember bis Februar.

## Bevölkerung
Die Einwohnerzahl des Municipio San Andrés de Machaca ist zwischen 1992 und 2024 um etwa ein Drittel angestiegen:
| Jahr | Einwohner | Quelle       |
| ---- | --------- | ------------ |
| 1992 | 5833      | Volkszählung |
| 2001 | 6299      | Volkszählung |
| 2012 | 6145      | Volkszählung |
| 2024 | 7832      | Volkszählung |

Das Municipio hatte bei der Volkszählung von 2012 eine Bevölkerungsdichte von 5,2 Einwohnern/km². 67,2 Prozent der Bevölkerung sprechen Spanisch, 94,4 Prozent sprechen Aymara, und 0,1 Prozent Quechua. (2001)

## Sozialstrukturen
Die Lebenserwartung der Neugeborenen lag im Jahr 2001 bei etwa 62 Jahren, die Säuglingssterblichkeit ist von 6,7 Prozent (1992) auf 6,1 Prozent im Jahr 2001 gesunken.
Der Alphabetisierungsgrad bei den über 15-Jährigen beträgt 83,0 Prozent, und zwar 94,0 Prozent bei Männern und 72,0 Prozent bei Frauen. (2001)
95,4 Prozent der Bevölkerung haben keinen Zugang zu Elektrizität, 58,7 Prozent leben ohne sanitäre Einrichtung. (2001)
57,2 Prozent der insgesamt 2.166 Haushalte besitzen ein Radio, 1,1 Prozent einen Fernseher, 51,4 Prozent ein Fahrrad, 2,5 Prozent ein Motorrad, 0,8 Prozent ein Auto, 0,0 Prozent einen Kühlschrank und 0,1 Prozent ein Telefon. (2001)

## Politik
Ergebnis der Regionalwahlen (concejales del municipio) vom 4. April 2010:
| Wahl- berechtigte |  | Wahl- beteiligung | gültige Stimmen |  | CAOSAM | MAS-IPSP | MSM   |
| ----------------- |  | ----------------- | --------------- |  | ------ | -------- | ----- |
| 2.280             |  | 2.104             | 1.393           |  | 782    | 584      | 27    |
|                   |  | 92,3 %            | 66,2 %          |  | 56,1 % | 41,9 %   | 1,9 % |

Ergebnis der Regionalwahlen (elecciones de autoridades políticas) vom 7. März 2021:
| Wahl- berechtigte |  | Wahl- beteiligung | gültige Stimmen |  | MAS-IPSP | J.A.LLALLA.L.P. | MTS    | UNIDOS | PBCSP  | PDC    | SOL.BO |
| ----------------- |  | ----------------- | --------------- |  | -------- | --------------- | ------ | ------ | ------ | ------ | ------ |
| 2.437             |  | 2.053             | 1.733           |  | 766      | 680             | 121    | 39     | 35     | 26     | 18     |
|                   |  | 84,24 %           | 84,41 %         |  | 44,20 %  | 39,24 %         | 6,98 % | 2,25 % | 2,02 % | 1,50 % | 1,04 % |

## Gliederung
Das Municipio untergliederte sich bei der letzten Volkszählung von 2012 in die folgenden neun Kantone (cantones):
- 02-0805-03 Kanton San Andrés de Machaca – 12 Ortschaften – 1.207 Einwohner
- 02-0805-08 Kanton Mauri – 5 Ortschaften – 744 Einwohner
- 02-0805-10 Kanton Laquinamaya – 18 Ortschaften – 1.064 Einwohner
- 02-0805-11 Kanton Villa Pusuma Alto de Machaca – 5 Ortschaften – 519 Einwohner
- 02-0805-13 Kanton Chuncharcota de Machaca – 6 Ortschaften – 412 Einwohner
- 02-0805-14 Kanton Nazacara – 8 Ortschaften – 427 Einwohner
- 02-0805-17 Kanton Villa Artasivi de Machaca – 7 Ortschaften – 774 Einwohner
- 02-0805-21 Kanton Sombra Pata – 4 Ortschaften – 312 Einwohner
- 02-0805-22 Kanton Conchacollo de Machaca – 6 Ortschaften – 686 Einwohner

## Ortschaften im Municipio San Andrés de Machaca
- Kanton San Andrés de Machaca
  - San Andrés de Machaca 268 Einw.

- Kanton Laquinamaya
  - Cuipiamaya 297 Einw.

- Kanton Nazacara
  - Nazacara 177 Einw.

- Kanton Conchacollo de Machaca
  - Conchacollo 272 Einw.